# Progressiv skat
Progressiv skat er et skatteprincip, der går ud på, at skatteprocenten øges ved et højere skattegrundlag. Der betales altså mere i skat af den sidste krone, der skal beskattes, end af den første. Skatten af den sidst tjente krone betegnes marginalskat.
Progressiv beskatning anvendes især på indkomstskatteområdet, hvor man lader skatteprocenten være afhængig af indkomstens størrelse. I praksis anvender man ofte en trinvis graduering.
Opdelingen i bund- og topskat i Danmark er således udtryk for en trinvis, progressiv beskatning. Tidligere fandtes et mellemtrin i form af mellemskatten. Fra og med indkomståret 2010 blev mellemskatten dog afskaffet som led i skattereformen fra 2009.
Det progressive skatteprincip kan dog også anvendes på andre områder end indkomstskatten. Den danske ejendomsværdiskat har således et progressivt element, da ejendomsværdier over en vis størrelse beskattes med en højere sats end "almindelige" ejendomme.
Den franske økonom Thomas Piketty foreslår i sin meget omtalte bog Le Capital au XXIe siècle, at der indføres et system med både en progressiv indkomstskat, en progressiv formueskat (som han omtaler som en kapitalskat) og en progressiv arveafgift. De tre skatter komplementerer efter Pikettys mening hinanden og vil tilsammen kunne forhindre den stigning i den økonomiske ulighed, han ellers forventer, de vestlige lande vil opleve i det 21. århundrede.